# Белохолуницкий разъезд
Белохолуницкий Разъезд — поселок в Слободском районе Кировской области в составе Ильинского сельского поселения.

## География
Находится на левобережье Вятки на расстоянии примерно 5 км по прямой на восток от районного центра города Слободской.

## История
Известен с 1978 года. В 1989 году учтено 12 жителей.

## Население
Постоянное население составляло 8 человек (русские 62 %, удмурты 38 %) в 2002 году, 8 в 2010.